# تل قلعه پیرلته
تل قلعه پیرلته مربوط به دوره ساسانیان است و در شهرستان بوانات، بخش مرکزی، دهستان سیمکان، شمال غرب روستای فنجان، مشرف بر جاده سیمکان به سوریان واقع شده و این اثر در تاریخ ۲۶ اسفند ۱۳۸۶ با شمارهٔ ثبت ۲۱۹۲۳ به‌عنوان یکی از آثار ملی ایران به ثبت رسیده است.